# فردا (فیلم ۲۰۰۱)
«فردا» (ایتالیایی: Domani) یک فیلم است که در سال ۲۰۰۱ منتشر شد. از بازیگران آن می‌توان به اورنلا موتی، ایلاریا اوکینی، جیمز پیروفوی، و برادران تاویانی اشاره کرد.